# Rezolucja Rady Bezpieczeństwa ONZ nr 1754
Rezolucja Rady Bezpieczeństwa ONZ nr 1754 została przyjęta 30 kwietnia 2007 podczas 5669. posiedzenia Rady.
Rezolucja przedłuża mandat misji MINURSO do 31 października 2007. Nakazuje także sekretarzowi generalnemu zainicjowanie rozmów w sprawie ostatecznego, pokojowego uregulowania kwestii Sahary Zachodniej.